# Sandanme
 (décembre 2022).
Si vous disposez d'ouvrages ou d'articles de référence ou si vous connaissez des sites web de qualité traitant du thème abordé ici, merci de compléter l'article en donnant les références utiles à sa vérifiabilité et en les liant à la section « Notes et références ».
Sandanme (三段目) est la quatrième division la plus élevée dans le classement des lutteurs de sumo.

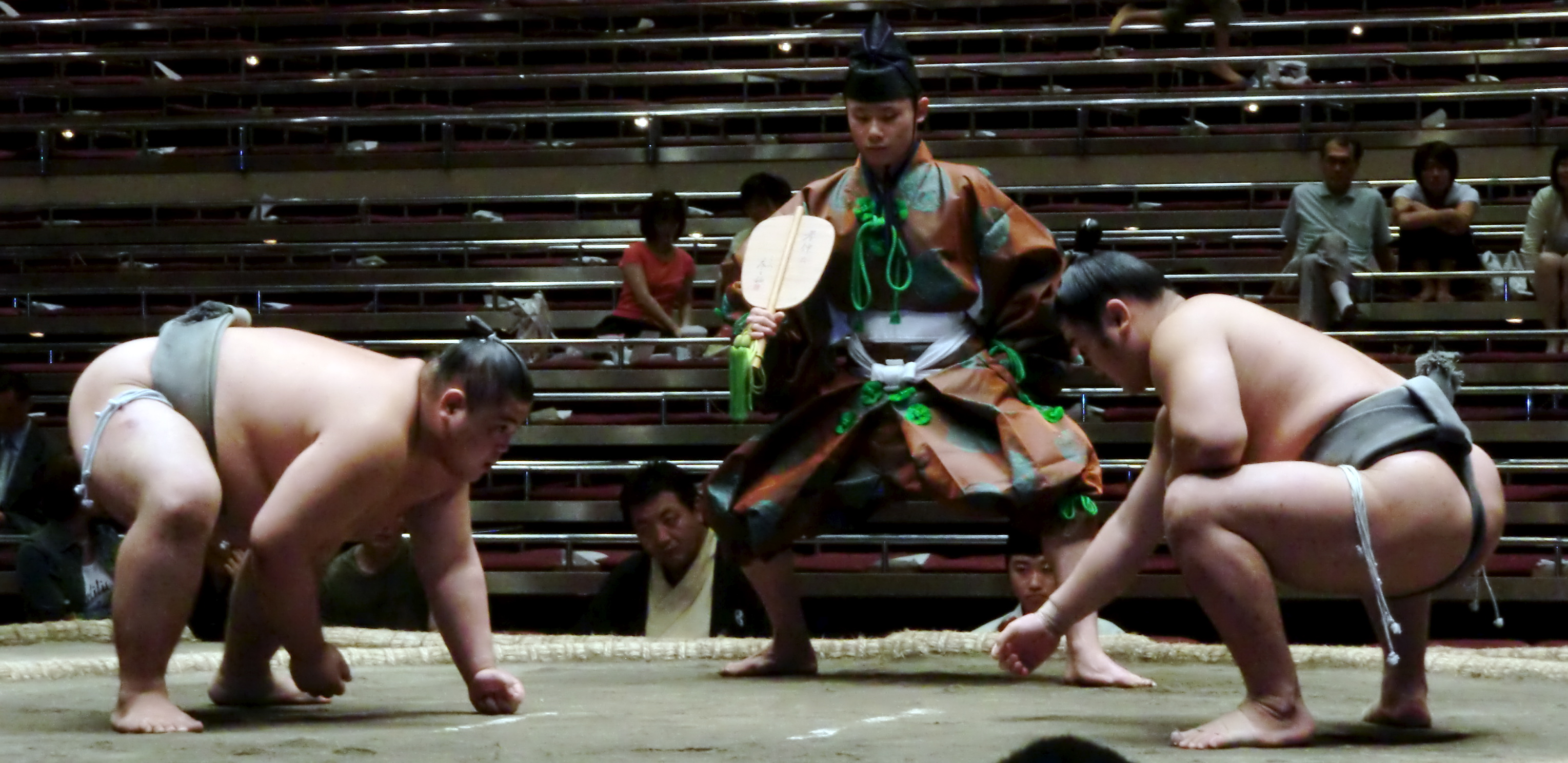
Tournoi de Sumo (division sandamne).

La division sandanme représente le premier niveau d'évolution pour un lutteur en cours de formation : il lui est permis d'avoir de plus beaux habits que les lutteurs des divisions inférieures et de porter des geta aux pieds.
La division sandanme suit immédiatement la division makushita et précède la division jonidan dans le système de classement des lutteurs de sumo. 
Il y a actuellement 160 lutteurs en sandanme. Ce nombre était de 180 pour les honbasho ayant eu lieu de mai 2022 à novembre 2024 et de 200 de janvier 1984 à mars 2022.